# I. Sancho portugál király
I. Sancho (Coimbra, 1154. november 11. – Coimbra, 1212. március 26.), Portugália második királya volt, aki apja, I. Afonso halála után, 1185-ben lépett az akkor még újsütetű királyság trónjára. Népesítő Sancho néven is ismerik (portugálul o Povoador).
Afonso harmadik, egyetlen felnőttkort megért fia volt feleségétől, Savoyai Mafaldától. Sancho 1189 és 1191 között használta az „Algarve királya” (illetve a „Silves királya”) címet is.

## Házassággal járul hozzá a függetlenséghez

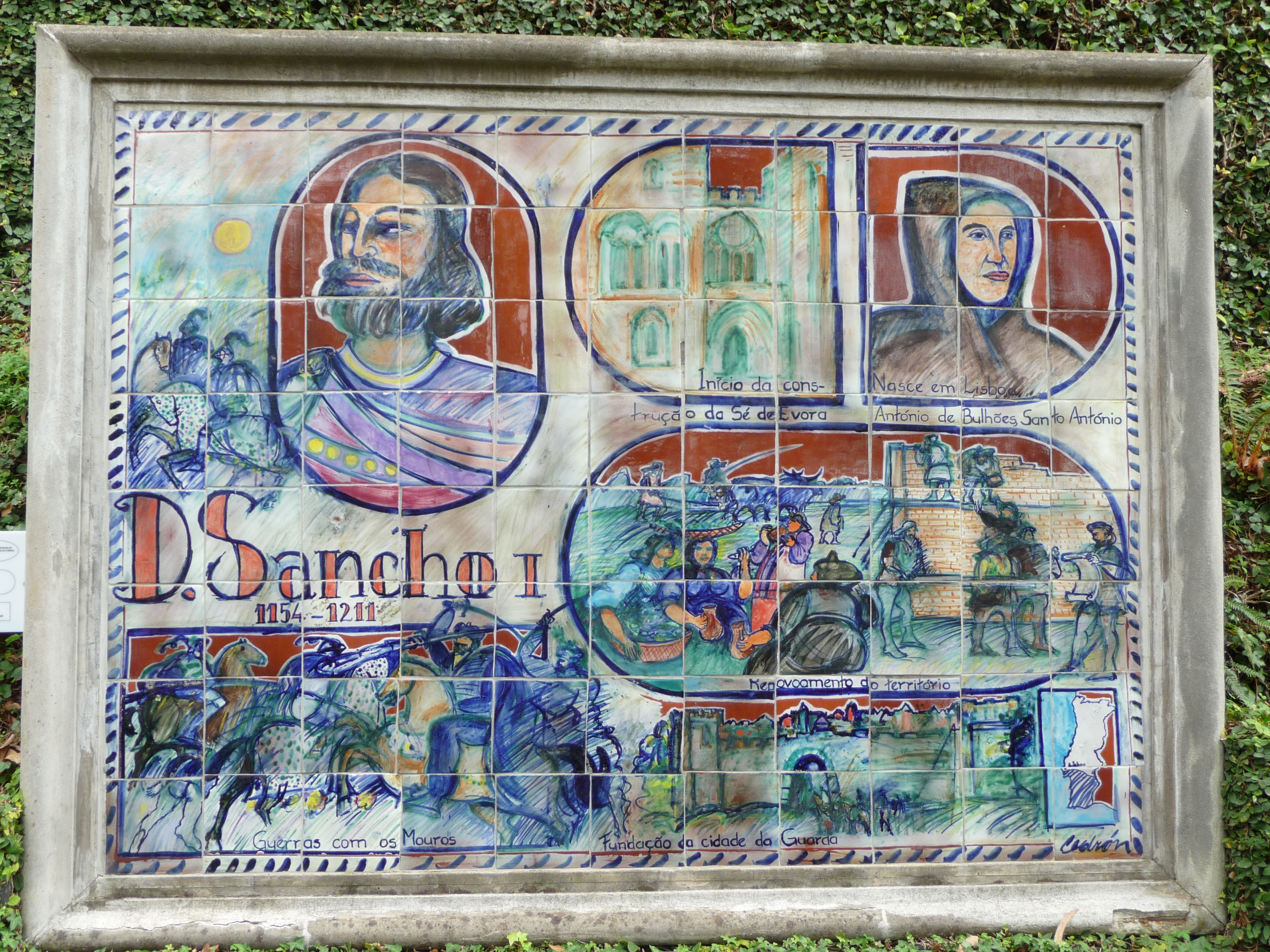
Azulejo Népesítő Sancho életének fontosabb jeleneteivel
1. Az évorai székesegyház építése
2. Páduai Szent Antal születése Lisszabonban
3.A móroktól visszafoglalt területek betelepítése
4. Háború a mórokkal
5. Guarda városának megalapítása

Apja 1170-ben lovaggá ütötte és ettől fogva a királyság második embere volt a közigazgatásban és a hadvezetésben is. Ebben az időben Portugália függetlensége (amelyet Afonso 1139-ben deklarált először) még nem szilárdult meg. Kasztília és León királyai továbbra is igényt tartottak Portugáliára, mint korábbi hűbérbirtokukra, a pápa pedig – akinek elismerésétől nagy részben függött egy terület státusza – csak Afonso uralkodásának vége felé adta hivatalos hozzájárulását az új ország születéséhez. Szövetségeseket keresve az Ibériai-félszigeten Afonso – a mórok elszánt ellensége és az egyik leggyűlöltebb ember Kasztília és Leónban – Aragónia királyságához közeledett. Ez indokolta, hogy 1174-ben Sancho herceg feleségül vette Dulce Berenguert, II. Alfonz aragóniai király húgát. Aragónia lett az első ibériai királyság, amely elismerte a független Portugáliát.

## Királysága

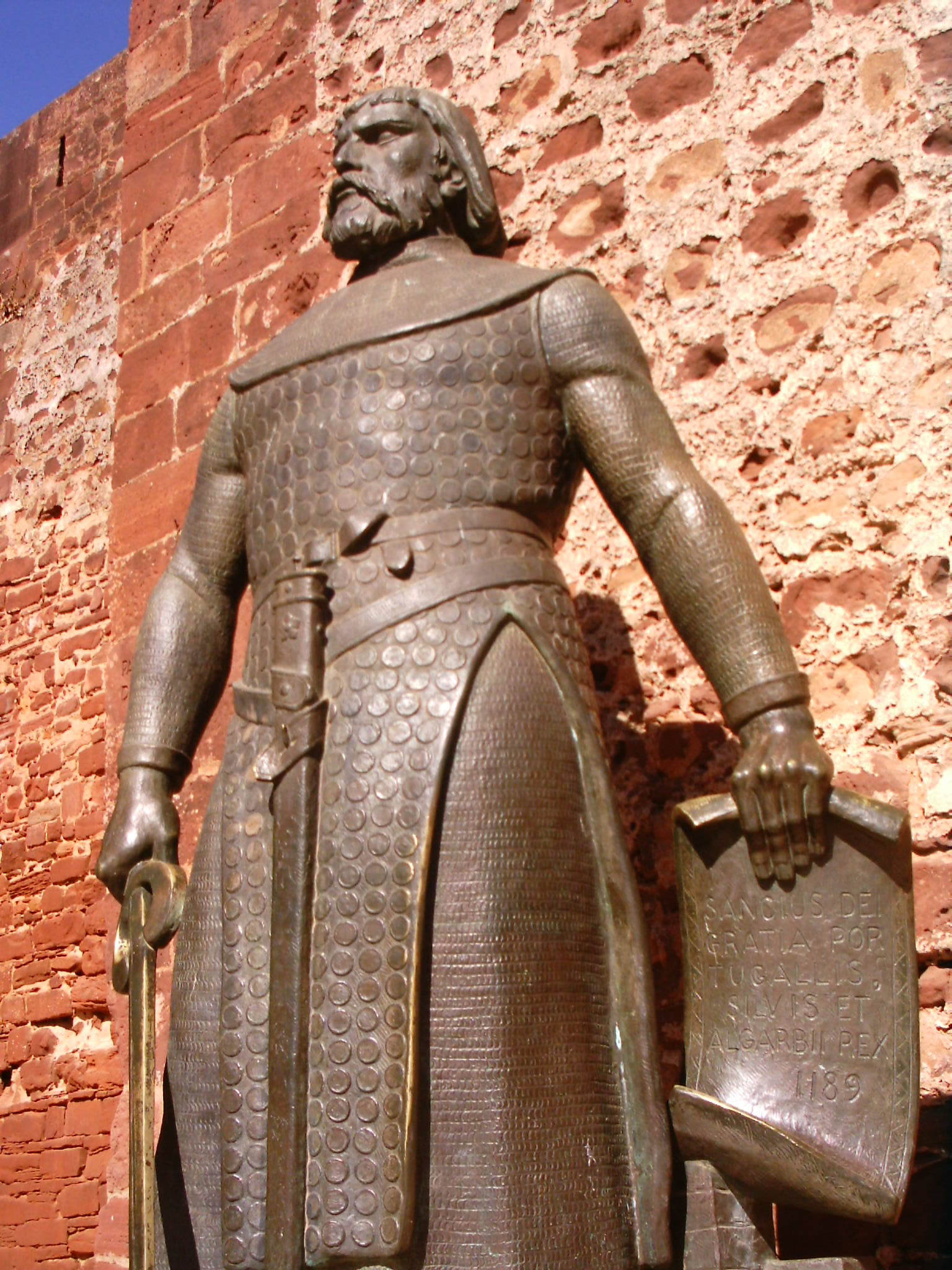
Szobra a silvesi kastély bejáratánál

Afonso halála után Sancho, Portugália második királyának feladata lett az új királyság megszervezése és be kellett váltania azt az ígéretet is, amit még apja tett a pápának: hogy harcol a mórok kiűzéséért a félszigetről.
Fővárosává szülővárosát, Coimbrát tette. Véget vetett az északi, galiciai határvidékek birtoklásáért vívott, kimerítő és kevés nyereséggel kecsegtető háborúknak. Ehelyett teljes erővel dél felé, a mórok ellen fordította katonai erőit.
Keresztes hadak segítségével 1191-ben elfoglalta a móroktól Silvest, a fontos közigazgatási és kereskedelmi központot, amelynek már akkor mintegy húszezer lakosa volt. Parancsára erődítményekkel vették körül a várost, és kastélyt építettek, amely máig a portugál kulturális örökség fontos része. Fényes győzelmet aratott az almohádok vezére, Abd al-Mumin kalifa felett Santarémnél, de hamarosan ismét észak felé kellett fordítania figyelmét, mert Kasztília és León ismét Portugáliát fenyegette. A királyi hadak távollétében Silvest visszafoglalták a mórok.

## Az állam újjászervezése

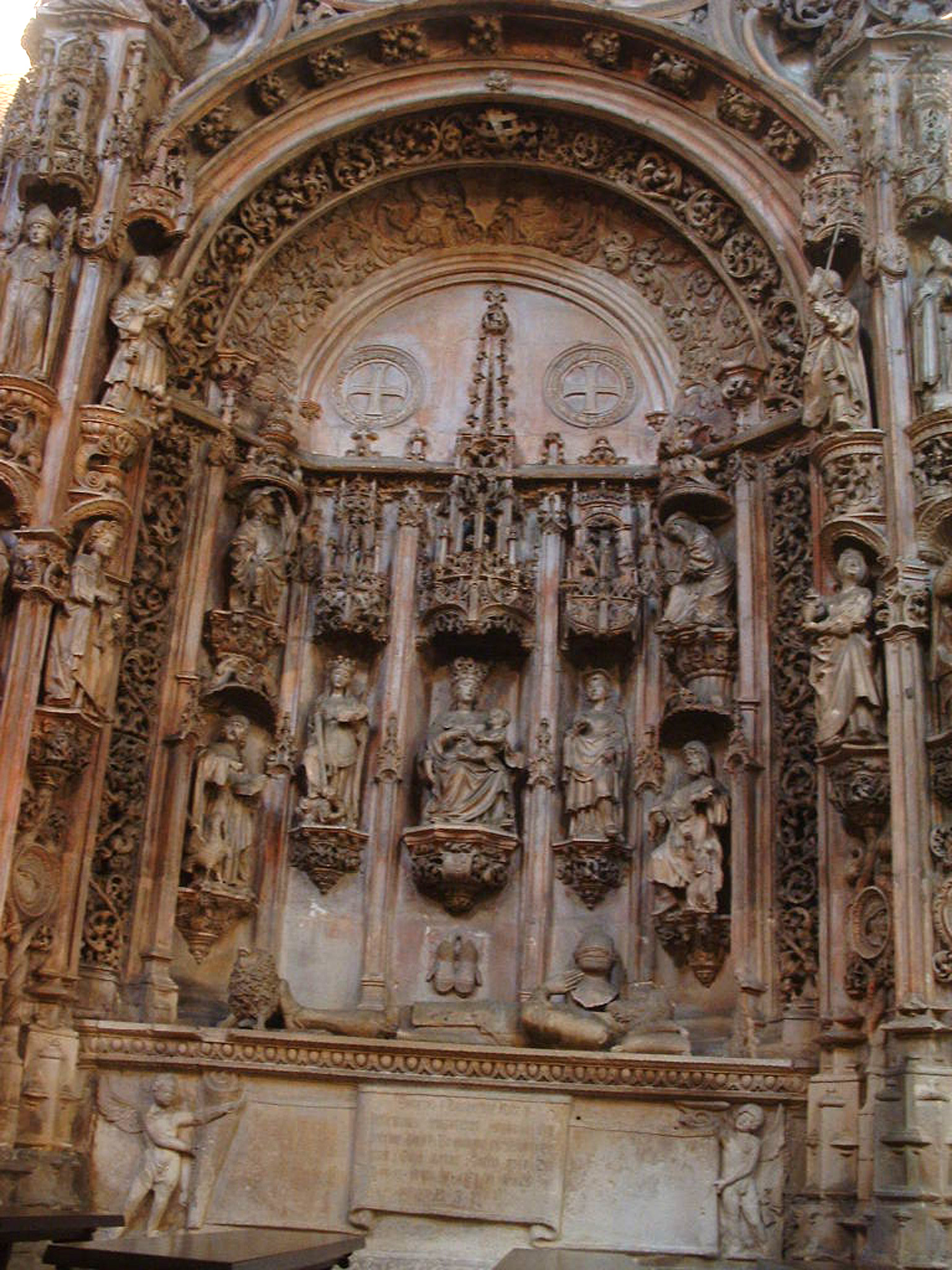
Sírja Coimbrában, a Mosteiro de Santa Cruzban.

Sancho erőfeszítéseinek jó részét arra fordította, hogy politikai és közigazgatási értelemben megszervezze és erős alapokra állítsa az új királyságot. Állami vagyont halmozott fel, támogatta az új iparágakat és a kalmárok új osztályát. Sok új várost és falut alapított – köztük 1199-ben Guarda várost – és nagy gondot fordított az elszigetelt és szinte néptelen északi régiók betelepítésére, főleg flamandokkal és burgundokkal. Ezért kapta a "népesítő" előnevet.
A királyt arról is ismerték, hogy rajongott a tudományért és az irodalomért. Több verseskötetet írt, és sok portugál fiatalt küldött királyi pénzen európai egyetemekre tanulni.

## Utódai
- Feleségétől, Barcelónai Dulcia Berengár (1160-1198) aragóniai infánsnőtől (Petronila aragóniai királynő és IV. Ramon gróf lánya) született gyermekei:

1. Sanches Terézia, portugál infánsnő (1176-1250), IX. Alfonz leóni király felesége volt.
2. Sanches Sancha, portugál infánsnő (~1178-1229), Lorvão-i ciszterci kolostor apácája volt.
3. Sanches Rajmund, portugál infáns (~ 1180-1189).
4. Sanches Konstancia, portugál infánsnő (1182-1202).
5. Sanches Alfonz, portugál infáns, a későbbi II. Alfonz portugál király (1185-1233), Kasztíliai Urraca (1185 - 1220) férje volt.
6. I. Péter, Urgell grófja (1187-1258). Úgy lett gróf, hogy 1229-ben feleségül vette Aurembiaix grófnőt, és onnantól a titulust közösen viselték. Két év múlva Aurembiaix meghalt, és I. Jakab aragóniai király közvetlen irányítása alá vonta a grófságot. Péter a frissen meghódított Mallorca szigetét kapta kárpótlásul.
7. Sanches Ferdinánd, portugál infáns (1188-1233), Flandria hercege, felesége I. Johanna flamand grófnő volt.
8. Sanches Henrik, portugál infáns (1189-1191).
9. Sanches Branca, portugál infánsnő (1192-1240), Guadalajara úrnője volt.
10. Sanches Berengária, (portugálul: Berenguela Sanches de Portugal, dánul: Berengária af Portugal; 1198 körül – 1221. március 27.), II. Valdemár dán király felesége volt.
11. Portugáliai Szent Mafalda, portugál infánsnő (1197-1256), I. Henrik kasztíliai király felesége volt, később az Arouca-i  ciszterci kolostor alapítója és első vezetője.

Törvénytelen gyermekei:
- Maria Aires de Fornelos (~1180-~1258) asszonytól született gyermekei:

1. Sanches Martim (~1200-1229), trastámarai gróf volt.
2. Sanches Urraca (~1200-1256)

- Maria Pais Ribeira (~1170-?) asszonytól született gyermekei:

1. Sanches Rodrigo (~1200-1246)
2. Sanches Gil (~1200-1236)
3. Sanches Nuno (~1200-?)
4. Sanches Mayor
5. Sanches Terézia (1205-1230), férje Alfonz Teles (1170 - 1230), Meneses és Albuquerque ura volt.
6. Sanches Konstancia (1210-1269)

- Maria Moniz de Ribeira (1150 -?) asszonytól született gyermeke:

1. Pedro Moniz vagy Pero Moniz (1170 -?)

## Felmenői
| I. Sancho portugál király | Apja: I. Alfonz portugál király | Apjának apja: Henrik, Portugália grófja  | Apja apjának apja: Henrik burgundiai herceg      |
| I. Sancho portugál király | Apja: I. Alfonz portugál király | Apjának apja: Henrik, Portugália grófja  | Apja apjának anyja: Barcelonai Sybil (Beatriz)   |
| I. Sancho portugál király | Apja: I. Alfonz portugál király | Apja anyja: Theresa, Portugália grófnője | Apja anyjának apja: VI. Alfonz kasztíliai király |
| I. Sancho portugál király | Apja: I. Alfonz portugál király | Apja anyja: Theresa, Portugália grófnője | Apja anyjának anyja: Jimena Muñoz                |
| I. Sancho portugál király | Anyja: Savoyai Mafalda          | Anyja apja: III. Amadeus savoyai gróf    | Anyja apjának apja: II. Humbert savoyai gróf     |
| I. Sancho portugál király | Anyja: Savoyai Mafalda          | Anyja apja: III. Amadeus savoyai gróf    | Anyja apjának anyja: Burgundiai Gisela           |
| I. Sancho portugál király | Anyja: Savoyai Mafalda          | Anyjának anyja: Alboni Mahaut            | Anyja anyjának apja: II. Guy alboni gróf         |
| I. Sancho portugál király | Anyja: Savoyai Mafalda          | Anyjának anyja: Alboni Mahaut            | Anyja anyjának anyja: Barcelonai Inés            |

| Előző uralkodó: I. Hódító Alfonz | Portugália királya 1185 – 1211 Burgundiai-ház | Következő uralkodó: II. Kövér Alfonz |

## Fordítás
- Ez a szócikk részben vagy egészben  a   Sancho I of Portugal című angol Wikipédia-szócikk fordításán alapul.  Az eredeti cikk szerkesztőit annak laptörténete sorolja fel. Ez a jelzés csupán a megfogalmazás eredetét és a szerzői jogokat jelzi, nem szolgál a cikkben szereplő információk forrásmegjelöléseként.